# Bertil Galland
 (octobre 2023).
Pour les articles homonymes, voir Galland.
Bertil Galland, né le 15 octobre 1931 à Leysin, est un journaliste et éditeur vaudois. 

## Biographie
Bertil Galland naît le 15 octobre 1931 à Leysin, dans le canton de Vaud. Il est originaire de Genève et de Lausanne. Son père, René Galland, est médecin. Agé de quatre ans, Bertil passe un an en Suède avec sa mère suédoise, Märtha Odencrants. Il est le neveu de Maurice Galland, banquier et consul d'Angleterre en Suisse,, le petit-fils du fondateur de la Banque Galland Alfred Galland et l'arrière-petit-fils du géologue Eugène Renevier. 
Il fait des études de lettres et de sciences politiques à l'Université de Lausanne. Après avoir épousé Sylvie, née Sublet - qui se fera connaître comme psychopédagogue et lui donnera quatre enfants jusqu'à leur séparation vers 1974, il sillonne, grâce à une bourse, les États-Unis en 1958 et 1959 et se forme comme journaliste. 
Lorsqu'il rentre en Suisse, il commence une carrière d'éditeur, d'abord en prenant la direction des Cahiers de la Renaissance vaudoise (1960-1971) créé par le fondateur de la Ligue vaudoise, Marcel Regamey nationaliste d'inspiration maurrassienne à qui il vouait et voue encore une admiration "filiale",. Plus tard, il crée sa propre maison d'édition à l'enseigne de son nom (1972). Parmi les auteurs qu'il publie, on trouve Corinna Bille, Georges Borgeaud, Maurice Chappaz, Jacques Chessex, Michel Goeldlin, Jacques Mercanton, Jean-Pierre Monnier, Alice Rivaz, Gustave Roud, Nicolas Bouvier et Alexandre Voisard. 
Cofondateur avec Jacques Chessex, de la revue Écriture en 1964 et initiateur du Prix Georges-Nicole, il traduit en français des œuvres scandinaves, crée la collection « CH » par laquelle il fait connaître au public francophone les écrivains alémaniques et tessinois. Auteur de récits de voyages sur la Chine et l'Europe du Nord, d'un court essai sur la littérature romande et de portraits d'artistes qui l'ont accompagné, il n'a jamais cessé, même après l'arrêt de sa maison d'édition, d'œuvrer en faveur de la littérature.
Durant 20 ans, il dirige la publication des 12 volumes de l'Encyclopédie illustrée du Pays de Vaud. Il fonde les éditions 24 Heures et en assume la direction littéraire. Enfin, aux côtés de Jacques Pilet, il participe en 1991, à la création du journal Le Nouveau Quotidien, qui s'affirme romand et européen. En 2002, il lance la collection « Le savoir suisse » aux Presses polytechniques et universitaires romandes. En 2007, Bertil Galland est lauréat du Prix du rayonnement de la Fondation vaudoise pour la culture.

## Publications
- La Machine sur les genoux : Portrait des États-Unis à la fin du règne d'Eisenhower, Cahiers de la Renaissance vaudoise, 1960
- Les Yeux sur la Chine, Payot, 1972
- Retrouver l'Islande, Centre de recherches européennes, 1979
- Le Nord en hiver ; parcours du haut de l’Europe de Reykjavik à Moscou, Lausanne, 24 Heures, 1985,1986
- Lausanne et le pays de Vaud : Suisse = Schweiz = Switzerland, Banque cantonale vaudoise, 1988Photographies de François Bertin
- La littérature de la Suisse romande expliquée en un quart d'heure, Zoé, 1986
- Anthologie lyrique de poche, Zoé, 1989
- Princes des marges : la Suisse romande en trente destins d'artistes, Éditions 24 Heures, 1991
- Jacqueline Veuve : 25 ans de cinéma, Cinémathèque suisse, 1992Préface de Freddy Buache
- Luisella, Roman, Zoé, 1999
- Une femme de cinéma : Jacqueline Veuve et le nouvel envol du film documentaire, Éditions de la Thièle, 2003
- Fortes Têtes, Éditions de l'Aire, 2005
- Postface : La levée des frontières, in : Cahiers Gustave Roud, 14 : Correspondance Gustave Roud-Bertil Galland, Association des amis de Gustave Roud, 2011
- L'Europe des surprises, À l'effondrement du Rideau de fer Parcours de Prague à Moscou, Slatkine, 2017

### Sources
- « Bertil Galland », sur la base de données des personnalités vaudoises sur la plateforme « Patrinum » de la Bibliothèque cantonale et universitaire de Lausanne.
- « Bertil Galland » dans le Dictionnaire historique de la Suisse en ligne.
- Bertil Galland ou le Regard des mots, sous la direction de Jean-Philippe Leresche et Olivier Meuwly, Lausanne : Presses polytechniques et universitaires romandes, 2011.
- Jean-Philippe Leresche et Olivier Meuwly, Bertil Galland, Vagabond des savoirs, Lausanne : Presses polytechniques et universitaires romandes, Coll. "Savoir suisse", 2022.
- Anna Lietti, Filiations : des personnalités racontent leur histoire familiale, p. 243-248
- A. Nicollier, H.-Ch. Dahlem, Dictionnaire des écrivains suisses d'expression française, vol. 1, p. 398-400
- A.-L. Delacrétaz, D. Maggetti, Écrivaines et écrivains d'aujourd'hui, p. 124
- Bertil Galland dans la base de données HelveticArchives de la Bibliothèque nationale suisse
- Histoire de la littérature en Suisse romande, sous la dir. de R. Francillon, vol. 4, p. 38-40, 257-258
- L'Hebdo, 2004/05/13 Cahier spécial "les 80 qui font Vaud", p. XV
- A D S - Autorinnen und Autoren der Schweiz - Autrices et Auteurs de Suisse - Autrici ed Autori della Svizzera
- Jacques Poget, Bertil Galland expliqué en un quart d'heure, Infolio, Gollion, 2021.

### Filmographie
- La Saga Bertil Galland, film documentaire de Frédéric Gonseth, 92 minutes, 2021.